# Philibert de Brandon
Philibert de Brandon (né vers 1597 à Moulins, mort à Paris le 13 juillet 1652) est un ecclésiastique qui fut évêque de Périgueux de 1648 à 1652.

## Biographie
Philibert de Brandon est issu d'une famille originaire d'Issoire en Auvergne qui a déjà fourni des magistrats parlementaires à Paris et à Rennes. Il est le fils d'Antoine de Brandon, trésorier de France à Moulins puis maitre aux Comptes, et de Charlotte Gayant, fille d'un président des enquêtes. On ne connait pas sa formation, mais il est titulaire d'une licence in utroque jure comme plusieurs de ses parents paternels et maternels.
Conseiller du Roi au Parlement de Paris en 1622, il épouse en 1630 Marie-Charlotte de Ligny, nièce du futur chancelier de France Pierre Séguier. Leur union est brève mais elle permet à Philibert Brandon de s'intégrer dans un réseau de relations et comme vrai dévot d'être dès 1631 un membre laïc actif de la Compagnie du Saint-Sacrement. Il favorise la réforme du couvent des Carmélites de Pontoise où sa fille entre en religion à l'âge de neuf ans le 4 octobre 1641. 
Devenu veuf en octobre 1632, il se fait ordonner prêtre avant 1637 sur les conseils de Charles de Condren le successeur de Pierre de Bérulle et il étudie alors la théologie chez les Oratoriens. Il s'implique dans la Congrégation de la Mission et dans les activités charitables de saint Vincent de Paul.
Il est finalement nommé évêque de Périgueux en 1648, consacré en novembre par l'archevêque de Bordeaux dans l'église du Carmel de Pontoise. Son épiscopat est bref car il meurt quatre ans plus tard en 1652 hors de son diocèse à Paris sans avoir réussi à imposer ses pratiques dévotes. Il laisse son diocèse très endetté ce qui entraine la vente publique d'une pièce de tapisserie d'Aubusson dite à L'Aigle qu'il avait fait réaliser.